# Miara skończenie addytywna
Miara skończenie addytywna jest przykładem funkcji addytywnej zbioru. Wbrew nazwie, nie jest to miara w ścisłym sensie.

## Definicja
Niech {\displaystyle {\mathcal {A}}} będzie σ-ciałem podzbiorów zbioru {\displaystyle \Omega .} Funkcję {\displaystyle \mu \colon {\mathcal {A}}\to [0,\infty ]} nazywamy miarą skończenie addytywną, gdy:
- {\displaystyle \mu (\varnothing )=0,}
- {\displaystyle \mu (\bigcup \limits _{k=1}^{n}A_{k})=\sum _{k=1}^{n}\mu (A_{k})}

dla każdej rodziny zbiorów parami rozłącznych {\displaystyle A_{1},A_{2},\dots ,A_{n}\in {\mathcal {A}}.}

## Miara a miara skończenie addytywna
Miara skończenie addytywna jest miarą, gdy dodatkowo spełnia warunek:
- {\displaystyle \mu (\bigcup \limits _{n=1}^{\infty }A_{n})=\sum _{n=1}^{\infty }\mu (A_{n})}

dla każdej rodziny zbiorów parami rozłącznych {\displaystyle A_{1},A_{2},A_{3},\ldots \in {\mathcal {A}}.}